# Literatura de Cuba
La literatura cubana es una de las más prolíficas, relevantes e influyentes de América Latina con escritores de gran renombre como José Martí (iniciador del modernismo hispanoaméricano), Gertrudis Gómez de Avellaneda, José María Heredia, Julián del Casal, Nicolás Guillén, José Lezama Lima, Alejo Carpentier (Premio Cervantes 1977 y propuesto para el Premio Nobel de Literatura), Guillermo Cabrera Infante (Premio Cervantes 1997), Virgilio Piñera, Gastón Baquero, Dulce María Loynaz (Premio Cervantes 1992) o Leonardo Padura (Premio Princesa de Asturias de las Letras 2015).
Antes de Nicolás Guillén, los siguientes poetas cubanos fueron considerados como el Poeta Nacional: José María Heredia, Julián del Casal y Agustín Acosta. Después de 1959, esta distinción no ha sido dada a ningún otro poeta cubano.

## Inicios
La literatura de habla hispana en el territorio cubano se inicia con la conquista y colonización española. Los conquistadores, muchos de ellos convertidos en cronistas redactaban y describían todos los acontecimientos importantes, aunque con puntos de vista españoles y para un público lector español. El más importante cronista que llegó a Cuba en el siglo XVI fue fray Bartolomé de las Casas, autor, entre otras obras, de “Historia de las Indias”.
La primera obra literaria escrita en la Isla data del siglo XVII, cuando en 1608, Silvestre de Balboa y Troya de Quesada (1563-1647) escribe Espejo de Paciencia, un poema épico-histórico en octavas reales, que narra el secuestro y del obispo fray Juan de las Cabezas Altamirano por el pirata Gilberto Girón y su posterior rescate por los vecinos de Bayamo.
La poesía inicia, pues, la historia de las letras cubanas, que no registra otras obras importantes durante el siglo XVII.

## SigloXVIII
No fue hasta 1739 que aparece en Sevilla la primera obra teatral escrita por un cubano: El príncipe jardinero y fingido Cloridano, de Santiago Pita, comedia de una bien lograda imitación de las expresiones artificiosas de la época, con ocasionales reminiscencias de Lope de Vega, Calderón de la Barca y Agustín Moreto.
A pesar de que las letras insulares ya contaban con un Espejo de Paciencia, escrito más de siglo y medio atrás, la verdadera tradición poética cubana comienza con Manuel de Zequeira y Arango y Manuel Justo de Rubalcava, a finales del siglo XVIII. Esto se puede afirmar no sólo por la calidad que alcanzaron en sus respectivas obras, sino por su tipicidad insular ya distante de lo español. El canto a la naturaleza autóctona iba siendo el tono y el tema primado de la poesía de Cuba; los poemas inaugurales con mayor calidad son la oda A la piña, de Zequeira, y la Silva cubana, de Rubalcava.

## SigloXIX
Entre 1790 y 1820, como fechas aproximadas, se extiende el lapso del neoclasicismo, caracterizado por el empleo de formas clásicas semejantes a las preferidas en la Metrópoli, con iguales evocaciones de dioses grecolatinos, pero con un singular protagonismo de la naturaleza como clara intención de mostrar diferencias en relación con Europa. Un poeta que podemos situar a medio camino de lo "culto" y lo "popular" fue Francisco Pobeda y Armenteros, quien con su estilo logró ser de los iniciadores del proceso de "cubanización" de la lírica. Poco tiempo después, Domingo del Monte intentará lo mismo que Pobeda, proponiendo la "cubanización" del romance. También Del Monte destacará por su obra de orientación, la organización de tertulias y su correspondencia.
El Romanticismo madurará en Cuba gracias a una figura de rango continental, cuya obra poética rompió con la tradición de la lengua española, incluso, de la propia metrópoli, dominada entonces por un neoclasicismo de diversas gradaciones. José María Heredia nació en Santiago de Cuba, en 1803 y murió en Toluca, México en 1839, y además de ser el primer gran poeta romántico y exiliado cubano, fue también ensayista y dramaturgo. En 1826 fundó "El Iris", periódico crítico y literario, único en su género, junto con los italianos Claudio Linati y Florencio Galli, y dos revistas importantes, "Miscelánea" (1829-1832) y "La Minerva" (1834). Entre sus poemas sobresalen dos silvas descriptivo-narrativas: “En el teocalli de Cholula”, escrita entre 1820 y 1832, donde admira las grandes ruinas aztecas y reprueba la religión prehispánica, y “Al Niágara” (1824), sobre las entonces imponentes y salvajes cataratas, composiciones en las que aparece un nuevo personaje: el yo de filiación romántica inscrito en el paisaje.
Pero el romanticismo cubano y latinoamericano no puede entenderse sin la obra de Gertrudis Gómez de Avellaneda, considerada como una de las mejores expresiones del movimiento romántico y una precursora de la novela latinoamericana. Su vida y su obra siguen interesando a los estudiosos actuales, tal como se aprecia en los numerosos trabajos de investigación publicados en estos últimos años. Sus personales circunstancias biográficas, su apasionado carácter, su generosidad y su marcada rebeldía frente a los convencionalismos sociales, que la llevó a vivir de acuerdo con sus propias convicciones, la apartan de la mayoría de las escritoras de su época, convirtiéndola en precursora del movimiento feminista en España y Cuba. Gómez de Avellaneda fue triunfadora en suelo extranjero. Escritora independiente y atrevida, fue criticada duramente por Cintio Vitier en el siglo XX.
Otros románticos notables son Gabriel de la Concepción Valdés (“Plácido”) y Juan Francisco Manzano. Entre los seguidores del regionalismo americano se contó con José Jacinto Milanés.

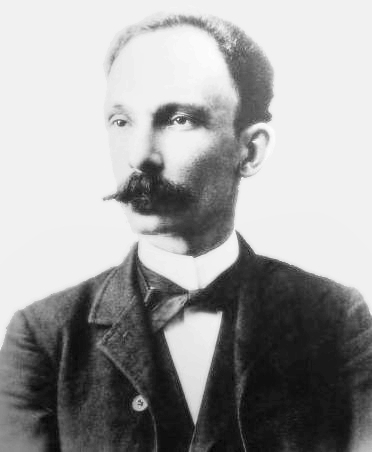
José Martí.

El siguiente hito de gran importancia para la poesía cubana sobreviene con la aparición de dos poetas excelentes: Juan Clemente Zenea (1832–1871) y Luisa Pérez de Zambrana: autores que logran alcanzar altas calidades literarias en su obra como Mercedes Matamoros. Así, cuando irrumpe la llamada generación del Modernismo, ya existe una tradición poética cubana, en la que pudiera decirse que apenas faltaba el grado de universalidad que se alcanzó brillantemente con José Martí (1853–1895).
Las influencias foráneas, sobre todo francesas, vinieron a reunirse en otro poeta esencial: Julián del Casal. Una de las ganancias más notables que la poesía cubana obtiene con su obra, consiste en la elaboración intelectiva, artística, de la palabra como arte, no exenta de emociones, de tragicidad, de visión de la muerte.
El siglo XIX cubano contó, además, con filósofos e historiadores como Félix Varela, José Antonio Saco y José de la Luz y Caballero que prepararon la generación de la independencia. Surgió también una novela antiesclavista con Cirilo Villaverde, Ramón de Palma y José Ramón Betancourt. Asimismo floreció una literatura costumbrista con José Victoriano Betancourt y José María de Cárdenas y Rodríguez y un romanticismo tardío con la “reacción del buen gusto”: Rafael María de Mendive, Joaquín Lorenzo Luaces y José Fornaris. En la crítica merece recordarse a Enrique José Varona.

## SigloXX
El siglo XX se inicia con una República mediatizada por la ocupación norteamericana que hacia el 1933, con la derogación de la Enmienda Platt, comienza a crear sus propias instituciones. Cuba ha salido de una cruenta Guerra de Independencia y una intervención norteamericana por lo que la literatura cubana, en la primera mitad de ese siglo, no sólo va estar marcada por el influjo de dos grandes escritores: Julián del Casal y José Martí, los primeros modernos, sino por una contradictoria consolidación de lo español como identidad nacional, reacción identitaria ante la presencia e influencia de Estados Unidos en la Isla.

### Poesía
Sobre todo Casal fue la gran figura canónica de fines del XIX y principios del XX en la poesía. “Su irradiación, aparte de la que tuvo en el modernismo finisecular, donde fue decisiva, alcanza a Regino Boti y, sobre todo, a José Manuel Poveda - este último le dedica su “Canto élego” -, y aún a Rubén Martínez Villena y José Zacarías Tallet. Pero, "¿cómo entender el exotismo lírico de Regino Pedroso, el intimismo simbolista de Dulce María Loynaz, la sentimentalidad poética de Eugenio Florit, el acendrado y solitario purismo de Mariano Brull -también minado de un raigal imposible-, o el neorromanticismo de Emilio Ballagas e, incluso la veta entre romántica y modernista de una zona de la poesía de Nicolás Guillén, sin un antecedente como Casal?"
Antes de la llegada definitiva de las Vanguardias, la década de 1920 supuso el desarrollo de una poesía que anticipó las agitaciones sociales y humanas de la década posterior. En ella destacan Agustín Acosta, José Zacarías Tallet y Rubén Martínez Villena.
El segundo Poeta Nacional, Agustín Acosta fue el más relevante de estos poetas, sobre todo por su obra “La zafra” (1926), donde poetizó la realidad del trabajo en el campo en versos bucólicos. Con esta obra, Acosta se alejó del modernismo, sin todavía llegar al radicalismo de algunas vanguardias.
El modernismo se considera clausurado con “Poemas en menguante” (1928), de Mariano Brull, uno de los principales representantes de la poesía pura en Cuba. En el progreso de las vanguardias se diferencian dos líneas casi divergentes: la realista, de temática negra, social y política, donde destacó Nicolás Guillén, y la introspectiva y abstracta que tuvo en Dulce María Loynaz y Eugenio Florit a sus más reconocidos representantes. A mitad de camino de ambas tendencias, cabe situar la obra de Emilio Ballagas, poeta que antecede el neobarroco lezamiano, como demuestra el crítico y poeta cubano Luis Álvarez Álvarez.
En 1944 apareció la segunda vanguardia cubana con el grupo de escritores reunidos alrededor de la revista Orígenes, una revista de preocupación cubana y universal, cuyo líder fue José Lezama Lima, y en el cual se integran Ángel Gaztelu, Justo Rodríguez Santos, Gastón Baquero, Virgilio Piñera, Lorenzo García Vega, Octavio Smith, Cintio Vitier, Fina García Marruz y Eliseo Diego.

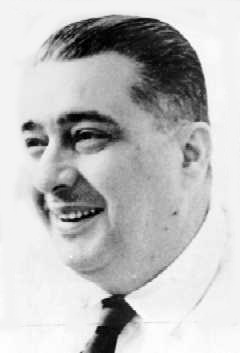
José Lezama Lima.

Otros destacados poetas de esa generación fueron Samuel Feijóo y Félix Pita Rodríguez, pero sin dudas fue José Lezama Lima (1910 – 1976) la figura central de la poesía cubana en la mitad del siglo. La densidad metafórica, la alambicada sintaxis, la oscuridad conceptual, definen un ámbito poético barroco, en el que se pugna por alcanzar una visión mediante la cual la vida no siga apareciendo como "una sucesión bostezada, un silencioso desgarramiento". La obra de Lezama Lima abarca varios volúmenes de poesía donde se destacan Muerte de Narciso (1937), Enemigo rumor (1947), Fijeza (1949), y Dador (1960) Entre esas dos décadas (1940–1950), se alcanzó una creación a la altura de lo mejor que se escribía en lengua española.
La llamada "Generación del 50" (autores nacidos entre 1925 y 1945), tuvo como maestros a poetas "del patio", como Eugenio Florit, Emilio Ballagas y José Lezama Lima, en tanto partieron de variadas corrientes, incluso la neorromántica, para ir acrecentando lo que en la década de 1960 sería la última corriente del siglo XX latinoamericano, ampliamente aceptada por numerosos poetas: el coloquialismo. Sobresalen dentro de esta Generación: Carilda Oliver Labra, Rolando Escardó, Baragaño, Fayad Jamís, Roberto Fernández Retamar, César López, Antón Arrufat, Heberto Padilla, y Manuel Díaz Martínez, entre otros.
Antes, sin embargo, es preciso observar al absurdo y el tono existencial de Virgilio Piñera; el sentido de lo criollo en Eliseo Diego y Fina García Marruz; la tardía, pero efectiva salida del libro de José Zacarías Tallet “La semilla estéril” (1951); el diálogo con el hombre del pueblo de la segunda parte de "Faz", de Samuel Feijóo; la intertextualidad alcanzada por Nicolás Guillén en “Elegía a Jesús Menéndez”; el ya comentado énfasis conversacional del Florit de "Asonante final" y otros poemas (1955), e incluso en el hasta entonces cerrado intimismo de Dulce María Loynaz, con su peculiar "Últimos días de una casa" (1958). Se diría que la poesía se "democratiza" buscando el "diálogo común" o trata de hallar referentes líricos con notas épicas.
En los años iniciales de la Revolución parecía insuficiente para la lírica el tono intimista predominante en las décadas precedentes e, incluso, la anterior poesía social (de protesta, denuncia y combate), se convertía en impropia para las nuevas circunstancias sociales. Son los años críticos en los que en Lunes de Revolución se debatía sobre el compromiso social del creador y la estética del realismo socialista soviético.
El empleo del tono conversacional fue vinculado a cierta dosis épica, con intereses testimoniales. Así, en esa clase de poesía, se narraban circunstancias de la vida cotidiana, bajo la exaltación de una sociedad en revolución social en la que desaparece o tiene muy poco lugar el papel del individuo.
Siguiendo el rumbo de los grandes discursos históricos, comenzó a desarrollarse una poesía politizada, en ocasiones sin énfasis tropológico, en la que se rehuía el empleo de formas tradicionales de la métrica. Esta corriente perduró al menos por dos décadas, aunque, se practicó hasta el final del siglo XX entre los poetas que no variaron su actitud discursiva.
Casi todos los integrantes de la promoción nacida entre 1930 – 1940: Fayad Jamís, Pablo Armando Fernández, Rolando Escardó, Heberto Padilla, César López, Rafael Alcides, Manuel Díaz Martínez, Antón Arrufat, Domingo Alfonso, Eduardo López Morales, Raúl Luis y otros, fueron esencialmente coloquialistas.
Una primera promoción de los poetas de la Generación del 50, nacidos entre 1925 y 1929, en sus obras dejó advertir fuentes neorrománticas, origenistas y hasta surrealistas (Cleva Solís, Carilda Oliver Labra, Rafaela Chacón Nardi, Roberto Friol, Francisco de Oráa, entre otros).
Una tercera promoción, nacida entre 1940 y 1945, no se diferencia mucho de los poetas más radicalmente prosaístas, incluso algunos de ellos prefirieron este término para identificarse. Con Luis Rogelio Nogueras, Nancy Morejón, Víctor Casaus, Guillermo Rodríguez Rivera, Jesús Cos Causse, Raúl Rivero, Lina de Feria, Delfín Prats, Magaly Alabau, Félix Luis Viera, y otros, el coloquialismo sobrevivió con fuerza al menos hasta la mitad de la década de 1980.
La promoción de poetas nacidos entre 1946-1958, se define en dos tendencias: los que reaccionan mediante la métrica (décimas y sonetos principalmente), y los que emplean el verso libre con registros individuales. Ambas tendencias avanzaron hacia un experimentalismo formal y del lenguaje; pero el tono conversacional se mantiene entre ellos, como se advierte en obras de, por ejemplo, Osvaldo Navarro, Waldo González, Alberto Serret, Raúl Hernández Novás, Ángel Escobar Varela, Carlos Martí, Reina María Rodríguez, Alberto Acosta-Pérez, Virgilio López Lemus, Esbértido Rosendi Cancio, Ricardo Riverón Rojas, León de la Hoz, Roberto Manzano, Soleida Ríos y otros.
Una nueva generación de poetas se da a conocer en la segunda mitad de los ochenta, cuando comienzan a publicar los nacidos después entre 1959 y 1970, aunque se integra en la misma Ramón Fernández-Larrea nacido en 1958. Esta generación se identifica también por su diversidad, y convive en igualdad de condiciones con las precedentes.
El signo estilístico y formal más distintivo de esta última generación de poetas, conocida como la Generación de los Ochenta, ha sido influenciado decisivamente por la poesía de dos autores, José Lezama Lima y Virgilio Piñera, a quienes casi la mayoría de sus integrantes reconocen como maestros. Surge con ellos una nueva corriente en la lírica cubana que rompe con el coloquialismo de la generación anterior y explora formas estróficas tradicionales y el verso libre en sus posibilidades rítmicas y expresivas. En plena madurez en estos momentos, lo cual impide definir absolutas jerarquías, se pueden mencionar los nombres de: Rolando Sánchez Mejías, Sigfredo Ariel, Chely Lima, Jesús David Curbelo, Antonio José Ponte, Carlos A. Aguilera, Rita Martín, Emilio García Montiel, Damaris Calderón, Margarita García Alonso, Carlos Augusto Alfonso, Frank Abel Dopico, Teresa Melo, Nelson Simón, Juana García Abas, Ronel González, León Estrada, Reinaldo García Blanco, Rito Ramón Aroche, Caridad Atencio, Ismael González Castañer, Carlos Esquivel Guerra, Alpidio Alonso Grau, Alberto Sicilia Martínez, Ricardo Alberto Pérez, Manuel Sosa, Sonia Díaz Corrales, Norge Espinosa, Pedro Llanes, Carmen Aldrey, Edel Morales, Arístides Vega Chapú, Francis Sánchez, Ileana Álvarez, Rigoberto Rodríguez Entenza, Berta Kaluf, Luis Manuel Pérez Boitel, Laura Ruiz, Odette Alonso, Alberto Lauro, Manuel González Busto, William Navarrete, Carlos Pintado, Alfredo Zaldívar, Yamil Díaz, Pedro Marqués de Armas, Rogelio Saunders, María Elena Hernández Caballero, Edelmis Anoceto Vega, Niurka Calero y otros muchos más.
Es un fenómeno interesante el hacer notar que la Generación de los Ochenta influyó en la revitalización de la poesía cubana escrita por poetas de generaciones anteriores como Reina María Rodríguez, Mario Martínez Sobrino, Roberto Manzano, Luis Lorente y otros.
La década de 1990 persiste en la ruptura con el coloquialismo y los caminos iniciados en los ochenta. El canon de la nueva poesía aparece en la revista independiente Jácara, en particular en un número de 1995 que hace una antología de la generación. Son numerosos los jóvenes autores que participan de la renovación de las letras cubanas, apartándose de la política y ensayando una lírica más diáfana y universal. Entre otros, destacan: José Félix León, Luis Rafael, Celio Luis Acosta, José Luis Fariñas, Ásley L. Mármol, Aymara Aymerich, Jorge Enrique González Pacheco, David León, Arlén Regueiro, Liudmila Quincoses y Diusmel Machado. También empiezan a repuntar otros como Abel González Fagundo.
Fuera de Cuba, la poesía de los poetas emigrados responde por lo general a las líneas creativas que se desarrollan en la sede territorial de la evolución de la poesía cubana. Muchos de estos poetas pertenecen a la "Generación del 50", como Heberto Padilla, Belkis Cuza Malé, Pura del Prado, Juana Rosa Pita, Rita Geada, José Kozer, Ángel Cuadra, Esteban Luis Cárdenas, Amelia del Castillo y Ana Rosa Núñez, etc. Puede decirse que una mayoría de los más activos han nacido entre 1945 y 1959, y por lo común aceptaron el tono conversacional, suelen alejarse, en su mayor parte, de los temas de militancias políticas agresivas, aunque en un principio sí trataron estos temas, y que el referente insular se observa tratado con nostalgia, típica de la poesía del exilio cubano desde José María Heredia y José Martí a nuestros días. El componente político en verdad es discreto, no se escribe por lo común una poesía de militancia contra la Revolución (algo puede hallarse en la obra lírica de Reinaldo Arenas, por ejemplo). También las variedades formales, estilísticas y de contenidos suelen ser notables, sobre todo porque los núcleos de estos poetas están territorialmente más dispersos que en la Isla, siendo las principales ciudades de reunión Miami, Nueva York, México y Madrid. No puede dejarse de notar que varios maestros o figuras capitales de la poesía cubana vivieron este exilio: Eugenio Florit, Agustín Acosta, Gastón Baquero, Lorenzo García Vega, Heberto Padilla. A las mismas se les sumaron otras firmas destacadas de la tradición lírica nacional como José Ángel Buesa, Ángel Gaztelu, Justo Rodríguez Santos, Ana Rosa Núñez, Geobanys Valle Rojas y Ángel Cuadra.

### Narrativa
Sin dudas, las figuras cimeras de la narrativa cubana en el siglo XX son Alejo Carpentier, Virgilio Piñera, dramaturgo y narrador, José Lezama Lima, novelista, poeta, ensayista, Dulce María Loynaz, poeta y novelista , Guillermo Cabrera Infante,   Severo Sarduy, Reinaldo Arenas y José Lorenzo Fuentes.
Alejo Carpentier novelista, ensayista y musicólogo, estuvo nominado al Premio Nobel. Influyó notablemente en el desarrollo de la literatura latinoamericana, en particular a través de su estilo de escritura, que incorpora todas las dimensiones de la imaginación — sueños, mitos, magia y religión — en su idea de la realidad. Se le considera el fundador del realismo mágico.

#### Novela
A finales del siglo XIX, con la publicación de Sab de Gertrudis Gómez de Avellaneda, Cecilia Valdés (1882) de Cirilo Villaverde, y Mi tío el empleado (1887), de Ramón Meza, la novela cubana terminó de adquirir un semblante propio.
Sin embargo, en los primeros treinta años del siglo XX, la producción de novelas fue relativamente escasa. El narrador más destacado en esos años fue Miguel de Carrión, quien edificó un sistema de patrones recreadores de lo femenino en sus novelas Las honradas (1917) y Las impuras (1919). Otras destacables novelas de ese período fueron: Juan Criollo (1927), de Carlos Loveira, y Las impurezas de la realidad (1929), de José Antonio Ramos.

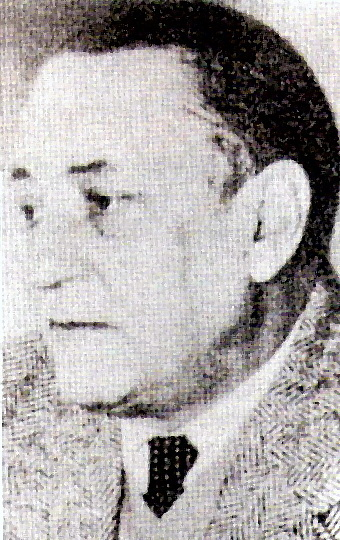
Alejo Carpentier.

Puede hablarse de una revolución de la novela cubana a mediados del siglo XX. A la cúspide que significaron la publicación de El reino de este mundo (1949) y El siglo de las luces (1962), de Alejo Carpentier, pueden arrimársele obras como las de Alberto Arredondo, Lino Novás Calvo, Enrique Serpa, Carlos Montenegro, Enrique Labrador Ruiz, Dulce María Loynaz, Virgilio Piñera y José Lorenzo Fuentes. Junto con el realismo mágico, el absurdo y lo real maravilloso; también confluía el realismo social en las obras tempranas de Lisandro Otero, Humberto Arenal, Jaime Sarusky, Edmundo Desnoes y José Soler Puig.
Otro momento importante de la novelística cubana ocurrió en 1966, al publicarse Paradiso de José Lezama Lima, pero en los años sesenta no deben dejar de destacarse otras novelas de mérito como Pailock, el prestigitador, de Ezequiel Vieta, Celestino antes del alba, de Reinaldo Arenas, Adire y el tiempo roto, de Manuel Granados y el testimonio llevado a novela, Biografía de un cimarrón, de Miguel Barnet.
Entre 1967 y 1968, ocurre un estallido importante cuando se publicaron,  fuera de Cuba, obras de la talla de Tres tristes tigres, de Guillermo Cabrera Infante, El mundo alucinante, de Reinaldo Arenas y De donde son los cantantes, de Severo Sarduy.
Los años 70 fueron un paréntesis en el alto desarrollo del género. A excepción de Alejo Carpentier en su período final, de Severo Sarduy y del regreso de José Soler Puig con El pan dormido, la novela cubana entró en fase gris, caracterizada así por Ambrosio Fornet. Pero no podemos dejar de mencionar aquí el impacto internacional que tuvo la novela Antes que anochezca, de Reinaldo Arenas, en especial en su versión cinematográfica.
Ni Manuel Cofiño ni Miguel Cossío pudieron acercarse a la calidad del período anterior. La naciente novela policial no daba todavía buenos frutos y los novelistas que se iniciaban estaban demasiado constreñidos a la división superficial entre el presente y el pasado de la Revolución. Hacia el fin de la década, la novela se recupera con los libros iniciales de Manuel Pereira, Antonio Benítez Rojo y Alfredo Antonio Fernández, quienes vuelven su mirada al boom latinoamericano, al tiempo que nace otro género dentro y fuera de Cuba: la memoria novelada, con De Peña Pobre, de Cintio Vitier, y La Habana para un infante difunto, de Guillermo Cabrera Infante.
Entre 1983 y 1989, se produce otro cambio que de nuevo lanza a la novela cubana al interés nacional e internacional. Obras como Un rey en el jardín, de Senel Paz, Temporada de ángeles, de Lisandro Otero, Las iniciales de la tierra, de Jesús Díaz, y Oficio de ángel, de Miguel Barnet, volvieron a colocar a la crítica y al lector ante el fenómeno de un renacer de la novelística cubana
Sobre el acontecer más reciente, y según estudios debatidos en el Coloquio Internacional "El mundo caribeño: retos y dinámicas", celebrado en junio de 2003 en la Universidad Michel de Montaigne, Burdeos, se concluye que nos enfrentamos a "una literatura que no se calla la boca, de la burla, del desencanto, de un pesimismo natural, muy realista, a veces violenta, que aborda temas que antes eran tabúes, inhibidos o censurados, tales como la homosexualidad, la discriminación religiosa, la marginalidad, los incidentes de la guerra de Angola, la debacle del socialismo, la doble moral, los nuevos ricos, la corrupción de cuello blanco, la prostitución, la droga, el futuro incierto, el dolor del exilio, etc". Entre los autores destacados en el coloquio se menciona a Leonardo Padura, Fernando Velázquez Medina, Abilio Estévez, Miguel Mejides, Julio Travieso, Jorge Luis Hernández, Alexis Díaz Pimienta, Ronaldo Menéndez, Mylene Fernández, David Mitrani Arenal, Arturo Arango, Guillermo Vidal, Antonio Rodríguez Salvador, Reinaldo Montero, Alberto Garrandés, Eduardo del Llano, Rodolfo Alpízar, Jesús David Curbelo, Raúl Aguiar, Luis Cabrera Delgado, Andrés Casanova, Ena Lucía Portela, Anna Lidia Vega Serova, Alberto Garrido, Francisco López Sacha. Hay que añadir a esta enumeración a Gina Picart, autora con una nutrida obra narrativa en los géneros de cuento y novela, en su mayor parte desmarcada del canon realista de la literatura cubana y a veteranas como Mirta Yáñez, merecedora del Premio Nacional de la Crítica con su novela Sangra por la herida.
Sin embargo, a la anterior lista hay que añadir también los nombres de autores fundamentalmente exiliados, cuyas obras han alcanzado un enorme reconocimiento y difusión internacional: Eliseo Alberto Diego, Daína Chaviano, Antonio Orlando Rodríguez, Pedro Juan Gutiérrez, Zoé Valdés, Amir Valle, Antonio José Ponte, Armando de Armas y Norberto Fuentes. Existe también el caso de Daniel Chavarría, uruguayo de nacimiento, pero que vive en Cuba, que escribe de Cuba y que ha sido premiado internacionalmente.

#### Cuento
El primer libro íntegramente de cuentos de un autor cubano fue “Lecturas de Pascuas”, de Esteban Borrero, publicado en 1899. Durante los siguientes cuarenta años, el género comienza un lento ascenso en la isla, y pocos son los autores que destacan: Jesús Castellanos con “De tierra adentro” (1906), Alfonso Hernández Catá con “Los frutos ácidos” (1915), y “Piedras preciosas” (1924), Luis Felipe Rodríguez con “La pascua de la tierra natal” (1928), y “Marcos Antilla” (1932), y Enrique Serpa con “Felisa y yo” (1937).
La etapa de madurez comienza en la cuarta década del siglo XX, con narradores como Virgilio Piñera y sus “Cuentos Fríos” (1956); Alejo Carpentier con “La guerra del tiempo” (1958) y Onelio Jorge Cardoso con “El cuentero” (1958); este último autor un genial recreador de la vida sencilla del campo y que ha sido nombrado "El Cuentero Mayor".
Hasta 1960, es importante destacar obras como: “Cayo Canas” (1942), de Lino Novás Calvo; “El gallo en el espejo” (1953), de Enrique Labrador Ruiz; y “Así en la paz como en la guerra” (1960), de Guillermo Cabrera Infante.
De 1960 hasta 1966, ocurre una desaceleración de la cuentística nacional, pero a partir de ese último año, con la publicación de “Los años duros” de Jesús Díaz, comienza un nuevo despegue. Hasta 1970 destacarán obras como “Condenados de Condado” (1968), de Norberto Fuentes; “Tiempo de cambio” (1969), de Manuel Cofiño, y "Los pasos en la hierba" (1970), de Eduardo Heras León. Del mismo período, también son importantes los libros: “Días de guerra” (1967), de Julio Travieso; “Escambray en sombras” (1969), de Arturo Chinea; “Ud. sí puede tener un Buick” (1969), de Sergio Chaple, y “Los perseguidos” (1970), de Enrique Cirules, entre otros.
Al período trascurrido entre 1971 y 1976, se le conoce como “Quinquenio gris”. Luego del Congreso Nacional de Educación y Cultura, celebrado del veintitrés al treinta de abril de 1971, se pretende establecer la política de abolir las funciones inquisitivas y cuestionadoras de la literatura, y esto no trajo buenas consecuencias para la cuentística del momento. A pesar de ello, en este quinquenio se publican obras que merece la pena destacar: “El fin del caos llega quietamente” (1971), de Ángel Arango; “Onoloria” (1973), de Miguel Collazo; “Los testigos” (1973), de Joel James, y “Caballito blanco” (1974), de Onelio Jorge Cardoso.
Completan el decenio obras como “Al encuentro” (1975), de Omar González; “Noche de fósforos” (1976), de Rafael Soler; “Todos los negros tomamos café” (1976), de Mirta Yáñez; “Los lagartos no comen queso (1975), de Gustavo Euguren; “Acquaria” (1975), de Guillermo Prieto; “El arco de Belén” (1976), de Miguel Collazo; “Acero” (1977) de Eduardo Heras León y "El hombre que vino con la lluvia" (1979), de Plácido Hernández Fuentes.
En los años ochenta continuó el ascenso de la cuentística cubana. Relevantes son los libros: “El niño aquel” (1980), de Senel Paz; "Tierrasanta" (1982), de Plácido Hernández Fuentes; “El jardín de las flores silvestres” (1982), de Miguel Mejides; “Las llamas en el cielo” (1983), de Félix Luis Viera; "Casas del Vedado" (1983), de María Elena Llana; “Donjuanes” y "Fabriles" (1986), de Reinaldo Montero; “Descubrimiento del azul” (1987), de Francisco López Sacha; “Sin perder la ternura” (1987), de Luis Manuel García Méndez; “Se permuta esta casa” (1988), de Guillermo Vidal, “El diablo son las cosas” (1988), de Mirta Yáñez; “Noche de sábado” (1989), de Abel Prieto Jiménez, y “La vida es una semana” (1990), de Arturo Arango. Libros de representantes de esta generación, y que aparecieron en décadas posteriores, no deben dejar de mencionarse: “El lobo, el bosque y el hombre nuevo”, de Senel Paz y “Ofelias” de Aida Bahr.
Un verdadero auge editorial ocurre a partir de 1990, para dar paso a una generación conocida como los “Novísimos”. Algunos de los integrantes de esta generación ya habían publicado obras a finales de los ochenta: Amir Valle, Alberto Garrido, José Mariano Torralbas, Rita Martín, Ana Luz García Calzada, Alberto Garrandés, Guillermo Vidal, Jesús David Curbelo, Jorge Luis Arzola, Gumersindo Pacheco, Atilio Caballero, Roberto Urías, Rolando Sánchez Mejías, Sergio Cevedo, Alberto Rodríguez Tosca, y Ángel Santiesteban, entre otros.
Sin embargo, estos narradores solo van a consolidar su obra en los años noventa, una década donde surgen con fuerza otros autores como: Alberto Guerra Naranjo, Gina Picart, Alexis Díaz-Pimienta, David Mitrani Arenal, Alberto Garrandés, José Miguel Sánchez (Yoss), Raúl Aguiar, Ricardo Arrieta, Ronaldo Menéndez, Eduardo del Llano, Michel Perdomo, Alejandro Álvarez, Daniel Díaz Mantilla, Ena Lucía Portela, Waldo Pérez Cino, Antonio José Ponte, Karla Suárez, Jorge Ángel Pérez, Mylene Fernández Pintado, Anna Lidia Vega Serova, Carlos Esquive Guerral, Félix Sánchez Rodríguez, Marcial Gala, Rogelio Riverón, Jorge Ángel Hernández, Lorenzo Lunar, Marco Antonio Calderón Echemendía, Antonio Rodríguez Salvador, Pedro de Jesús López, Luis Rafael Hernández y Michel Encinosa, entre otros.

### Teatro
Entre los dramaturgos de Cuba, destacan los siguientes autores : Virgilio Piñera, Carlos Felipe, Rolando Ferrer, Abelardo Estorino, José Brene, Manuel Reguera Saumell, Matías Montes-Huidobro, José Triana, Manuel Martín, Antón Arrufat, Eugenio Hernández Espinosa, Héctor Quintero, Abrahan Rodríguez, René Aloma, Abilio Estévez, Joel Cano, Alberto Pedro Torriente, Amado del Pino, Ulises Rodríguez Febles, Luis Baralt Mederos, José Cid Pérez, Renée Potts, José Ramos, Rubén Sicilia,Marcelo Salinas y Abel González Melo.

### Ensayo
Cuba cuenta con una tradición ensayística importante, iniciada en la primera mitad del siglo XIX, y en la que destacan muchos autores célebres. Familiares a las letras universales son los nombres de Alejo Carpentier, José Lezama Lima, Guillermo Cabrera Infante, Ramiro Guerra, Emilio Roig de Leuchsenring, Cintio Vitier, Jorge Mañach, Graziella Pogolotti, Roberto Fernández Retamar, y otros muchos más.
Hasta 1959 se destacaron fundamentalmente el etnógrafo Fernando Ortiz, que escribió obras como Azúcar y Población de las Antillas (1927) y Contrapunteo cubano del tabaco y el azúcar (1940); Alberto Arredondo, con obras como El negro en Cuba y Cuba, tierra indefensa, Emilio Roig de Leuchsenring con obras como Cuba no debe su independencia a los Estados Unidos (1950); Lydia Cabrera, José Lezama Lima con Analecta del reloj (1953) y Tratados en La Habana (1958), y una larga lista que incluye autores como Lydia Cabrera, Jorge Mañach, Ramiro Guerra, Juan Marinello, Medardo Vitier, José Antonio Portuondo, Carlos Rafael Rodríguez y Raúl Roa.
En la segunda mitad del siglo XX y lo trascurrido del XXI, el desarrollo de la ensayística no se detiene, y el género cuenta con decenas de cultivadores entre escritores, poetas e investigadores. Imprescindibles son los nombres de Cintio Vitier, Fina García Marruz, Roberto Fernández Retamar, Roberto Friol, Ambrosio Fornet, Graziella Pogolotti, Adelaida de Juan, Rine Leal, Leonardo Acosta, Justo C. Ulloa, Enrico Mario Santi, Rafael Rojas Gutiérrez, Nara Araújo, Jorge Luis Arcos, Enrique Sainz, Emilio de Armas, Luis Álvarez, Raúl Hernández Novás, Virgilio López Lemus, Enrique Ubieta Gómez, Alberto Garrandés, Beatriz Maggi, Armando de Armas, Emilio Ichikawa, Madeline Cámara, Rita Martín, Vitalina Alfonso, Mario Luis López Isla y muchos otros más.

### Literatura para niños y jóvenes
El arranque de la literatura escrita para jóvenes y niños en Cuba puede situarse a principios del siglo XIX. En dos poetas: José Manuel Zequeira y José María Heredia, encontramos elementos líricos que se identifican con este género, en tanto el poema El ruiseñor, el príncipe y el ayo, de Heredia, es ya una obra para jóvenes en todo su alcance.
Durante este siglo destacan también Cirilo Villaverde con  El librito de los cuentos y las conversaciones (1847); Eusebio Guiteras Fonts, con sus libros de lecturas, empleados como textos oficiales en la enseñanza primaria; y Francisco Javier Balmaceda con Fábulas morales (1861). Sin embargo, en el siglo XIX este género solo alcanza valores trascendentales con la obra de José Martí, sobre todo con su poemario Ismaelillo (1882), además de otras poemas y cuentos publicados en la revista La edad de oro (1889).
En la primera mitad del siglo XX se continúa escribiendo literatura para niños y jóvenes. En esta época destacan fundamentalmente Dulce María Borrero, con sus Cantos escolares, Emilio Bacardí Moreu con Cuentos de todas las noches, libro publicado tardíamente en 1950; René Potts con Romancero de la maestrilla (1936); y Emma Pérez Téllez, con Niña y el viento de mañana (1938) e Isla con sol (1945); los dos últimos son autores de poesía. Sin embargo, la mayor trascendencia la alcanza la autora Hilda Perera Soto, con Cuentos de Apolo (1947), una obra esencial dentro de la literatura para niños y jóvenes en Cuba.
En los años cuarenta destaca, además, Raúl Ferrer con Romancillo de las cosas negras y otros poemas; y en los cincuenta Dora Alonso, principalmente con la saga de Pelusín del Monte (teatro), un personaje que a la postre devino títere nacional.
Durante los años sesenta aparecen dos autores importantes: Renee Méndez Capote, quien publica Memorias de una cubanita que nació con el siglo (1963), y Herminio Almendros con Oros viejos (1965), y Había una vez (1968)
En 1974 aparecen dos libros paradigmáticos, al publicarse Juegos y otros poemas de Mirta Aguirre, y Caballito Blanco (cuentos) de Onelio Jorge Cardoso. Después aparecerían otras obras medulares como Por el mar de las Antillas anda un barco de papel (1978), de Nicolás Guillén y Palomar (1979) de Dora Alonso, El libro de Gabriela (1985) de Adolfo Martí Fuentes; Rueda la ronda, (1985) de David Chericián; Soñar despierto (1988), de Eliseo Diego, y La noche (1989), de Excilia Saldaña.
En la actualidad, el movimiento literario para niños y jóvenes es amplio, y destacan muchos autores, entre los que se encuentran: Antonio Orlando Rodríguez, Sergio Andricaín, José Manuel Espino, Aramís Quintero, Ivette Vian, Enid Vian, Emilio de Armas, Daysi Valls, Joel Franz Rosell, Julia Calzadilla, Julio M. Llanes, Freddy Artiles, Enrique Pérez Díaz, Alfonso Silva Lee, Luis Cabrera Delgado, René Fernández Santana, Emma Romeu, Nelson Simón, Ramón Luis Herrera, Froilán Escobar, Esther Suárez, José Antonio Gutiérrez Caballero, Omar Felipe Mauri, Niurki Pérez García, Mildre Hernández Barrios, Nersys Felipe, Luis Rafael Hernández, Teresa Cárdenas Angulo, Luis Caissés, Abel Hernández Muñoz, Magali Sánchez, Mirta Yáñez entre otros.